# استان یورک
استان یورک (انگلیسی: Province of York)یا به طور غیر رسمی استان شمالی، یکی از دو استان کلیسایی است که کلیسای انگلستان را تشکیل می دهد. استان دیگر کانتربری است.این استان از ۱۲ اسقف نشین تشکیل شده و یک سوم شمالی انگلستان را پوشش می دهد.